# Velai
Velai (en occità Velai, en francès Velay) és un territori històric d'Occitània, que actualment forma el departament d'Alt Loira. El centre i principal nucli urbà és Lo Puèi de Velai.
Segons la proposta de divisió territorial d'Occitània del diari Jornalet, basada en l'obra de Frederic Zégierman Le Guide des pays de France, aquest territori correspondria amb la subregió del Velai , ubicada dins la regió del Llenguadoc, que contindria  un únic parçan (comarca occitana) amb el mateix nom: Velai.
Tot i haver estat vinculat històricament  a la província del Llenguadoc durant l'Antic Règim, i ocupar la major part del departament de l'Alt Loira, aquest ha estat integrat a la regió d'Alvèrnia-Roine-Alps.

## Geografia
Velai és situat al sud-est del Massís Central, entre la vall de l'Alier a l'oest i els contraforts muntanyencs del marge dret del Roine a l'est. És una regió mitjanament alta, amb el punt més alt al Mont Mesenc, a 1754 m.
El relleu de Velai s'articula al voltant del massís de Maigal que constitueix el centre del país.
- A l'est i al nord-est, el pla granític de Tença.
- Al sud, el pla basàltic del Mesenc.
- A l'oest i al sud-oest, el planell de Puèi de Velai i la plana volcànica de Velai.
- Al nord, la plana granítica de Crapona d'Arzon.

El relleu de planades és interromput per les valls del riu Loira.

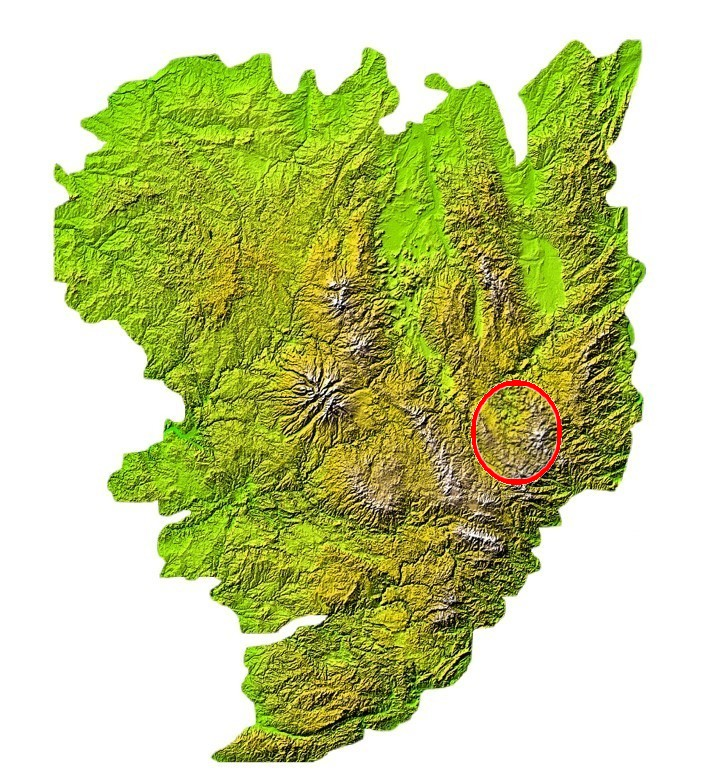
Velai al Massís Central

## Economia
Hi destaca l'agricultura de cereals i fruiters i hi és important la ramaderia d'ovins, però l'activitat típica de la comarca són les puntes.

## Història
La colonització gal·la no va deixar gran empremta a Velai. No obstant això, la dominació política i militar dels cèltics va influir de manera decisiva en l'estructura i la cohesió del país. Durant la conquesta romana, fou territori dels gals Vellavi. La capital administrativa va ser, durant un temps, Roession (Ruessium) ("ben situada"), avui dia Saint-Paulien, però és entorn de Lo Puèi de Velay on s'articulà el país dels vellave.
Després de la seva integració al regne de França, Velay fou annexat a la província del Llenguadoc i a la senescalia de Beaucaire. El país participava en les assemblees del Llenguadoc, però en les seves qüestions internes era regit per una assemblea escollida anualment: els Estats de Velai. La vida política de Velai era constantment convulsionada per les lluites pel poder entre el bisbat i la noblesa. El període de les guerres de religió va ser particularment dur i violent. Lo Puèi de Velai va romandre afecta al camp catòlic, mentre que les terres dels voltants ajudaren als hugonots. En termes generals, la Revolució Francesa no fou ben acceptada per la població, que va romandre fidel als seus valors religiosos.